# Uomo Molecola
Molecola (Molecule Man) il cui vero nome è Owen Reece, è un personaggio dei fumetti, creato da Stan Lee (testi) e Jack Kirby (disegni), pubblicato dalla Marvel Comics. La sua prima apparizione è in The Fantastic Four (vol. 1) n. 20 (novembre 1963).
Molecola era un nemico dei Fantastici Quattro e dei Vendicatori. È anche l'ex luogotenente del Dottor Destino ed ex partner di Volcana.
Lo status attuale di Molecola è sconosciuto.

## Biografia del personaggio
Owen Reece era un bambino fragile e timido che crebbe sotto le cure ossessive della madre. Dopo la morte della madre rimase solo e divenne pieno di paura ed odio per quello che vedeva come un mondo ostile. Reece aveva la potenzialità di diventare un brillante scienziato ma divenne un semplice tecnico di laboratorio in un impianto nucleare della Acme Atomics Corporation, odiando il proprio lavoro pesante e poco retribuito. Un giorno azionò accidentalmente un generatore di particelle sperimentale, che lo bombardò con una forma sconosciuta di radiazione. Queste radiazioni aprirono un portale per la dimensione dell'Arcano permettendo ad Owen di ottenere parte dei suoi poteri.

## Poteri e abilità
Owen Reece originariamente aveva la capacità di manipolare mentalmente le molecole, poteva creare campi di forza, raggi di energia e portali iperspaziali. In seguito Reece ottenne il potere di deformare la realtà stessa su scala multiversale.
In principio, dopo aver ottenuto parte del potere del Beyonder, ha inconsciamente imposto a sé blocchi mentali che gli hanno impedito di influenzare le molecole organiche, ma grazie al Dottor Destino, questo blocco è stato rimosso. Quando I'Uomo Molecola estrasse il Beyonder da Kosmos, la loro battaglia ebbe luogo in più di tre dimensioni spaziali, rischiando di distruggere I'intero Multiverso Marvel.
La sua potenza, già allora, era immensa: Dottor Destino e Reed Richards hanno definito I'uomo molecola come un'entità composita multiversale: una singola creatura che manifesta frazioni del suo intero essere in ogni universo del Marvel Multiverse.
Owen è I'essere più potente del mondo Marvel, dietro soltanto al Supremo, all’Arcano e al Tribunale Vivente. Ha in sé il potere dei suoi infiniti “io” e in più ha assorbito il potere dell’Arcano, essere proveniente da una realtà estranea al Marvel Universe, e in grado di sconfiggere il Tribunale Vivente.